# Glenn Research Center

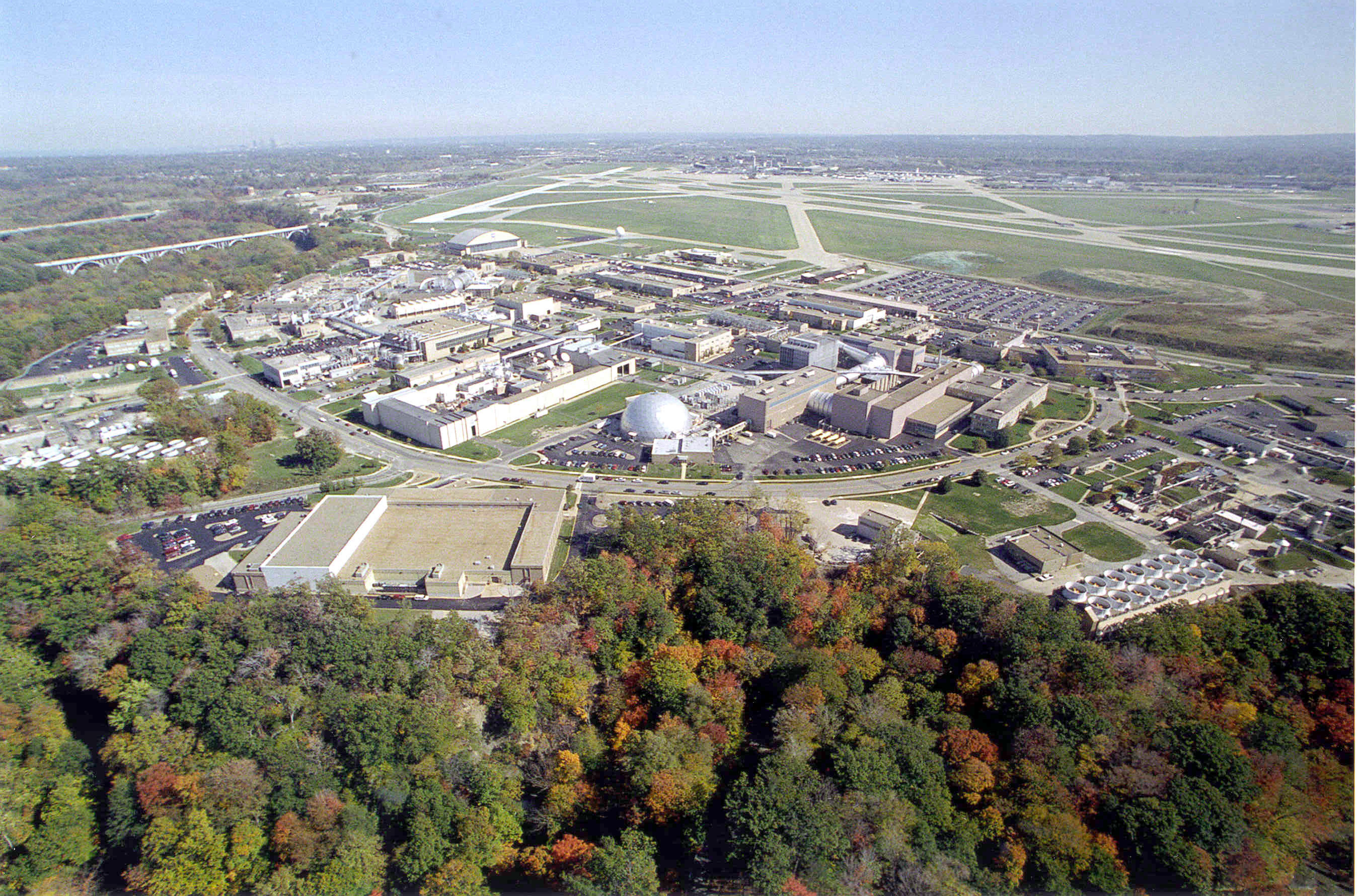
Le Glenn Research Center.

Le Glenn Research Center, officiellement appelé NASA John H. Glenn Research Center at Lewis Field, est un des dix centres spatiaux de la NASA. Ses installations sont situées sur le territoire des villes de Brook Park, Cleveland et Fairview Park, dans l'Ohio, près de l'aéroport international de Cleveland-Hopkins. Le centre qui emploie environ 3 000 personnes dont la moitié sont des sous-traitants, dispose d'un budget en 2015 de 675 millions de dollars américains.

## Historique
Le centre est créé en 1941 par le NACA, précurseur de la NASA, sous l'appellation Aircraft Engine Research Laboratory. Il change à plusieurs reprises de désignation avant d'être nommé en 1999 centre de recherche John H. Glenn en l'honneur de l'astronaute américain John Glenn.

## Missions

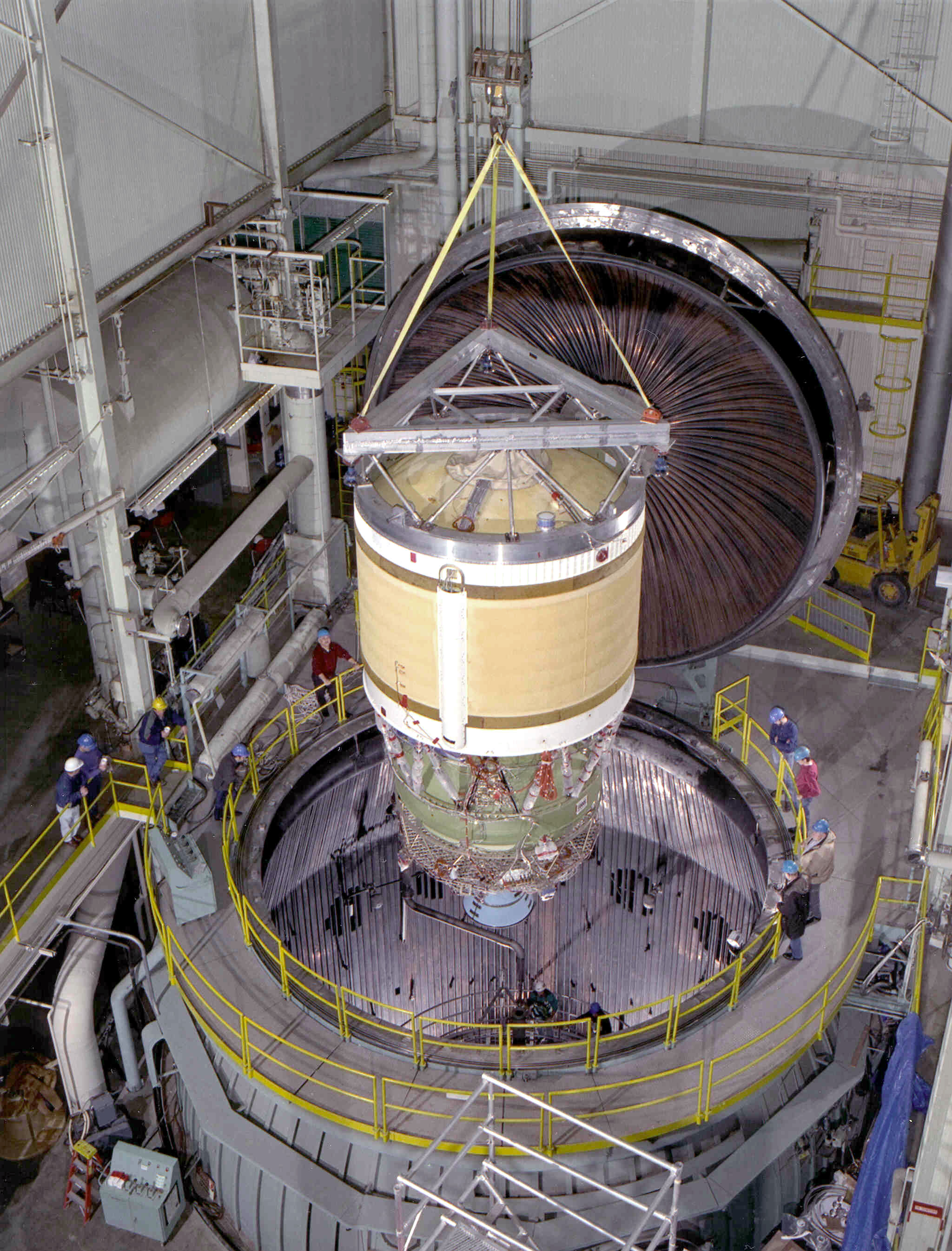
Un étage supérieur du lanceur Delta III est descendu dans la chambre à vide de Plum Brook Station pour tester le fonctionnement du moteur dans le vide.

La principale mission de ce centre est de concevoir et mettre au point de nouvelles technologies utilisées dans l'aéronautique et l'astronautique. Le centre joue depuis 1958 un rôle central dans le développement de la propulsion électrique appliquée aux véhicules spatiaux.

## Installations
Par ailleurs, le centre gère la Plum Brook Station près de Sandusky dans l'Ohio. Celle-ci comporte la plus grande chambre à vide du monde (la Space Power Facility (SPF) (en)) permettant de tester les véhicules spatiaux de grande taille dans des conditions de température et de pression de l'espace. Sur ce site se trouvent également une installation de test acoustique et une autre installation pour soumettre des véhicules spatiaux de grande taille à des vibrations. Une deuxième installation dite B-2 située sur le même site permet de tester des moteurs destinés à fonctionner dans le vide dans des conditions reproduisant à la fois la pression et la température de l'espace.